# Haut Verdon
Le Haut Verdon est une région naturelle de France située en Provence, dans le département des Alpes-de-Haute-Provence. Elle  correspond à la vallée supérieure du Verdon. Ce pays comprend les communes situées entre Allos (où le Verdon prend sa source) au nord, et Thorame-Haute au sud, ainsi que Thorame-Basse (bien que la rivière ne coule pas sur son territoire). Sa superficie est de 472 km².
Les six communes du Haut Verdon sont membres de la communauté de communes Alpes Provence Verdon - Sources de Lumière. Le Haut Verdon est souvent associé au Val d'Allos, pour le nom de la communauté de communes et sur le plan touristique pour mettre en valeur un espace réservé aux sports d'hiver. Les dix neuf communes du Moyen Verdon en sont également membre.

## L'industrie textile dans le Moyen et Haut Verdon

### Sous l’Ancien Régime
Au Moyen Âge, le Haut et le Moyen Verdon possèdent un embryon d’industrie drapière (la première mention d’un tisserand date de 1344, à Allos), industrie utilisant la laine de mouton, mais ne produisant que du cordeillat, un drap grossier et de mauvaise qualité. Cependant, elle prend un essor important au XVIe siècle, et écoule sa production auprès des bergers accompagnant les troupeaux en transhumance, et sur les foires de Basse-Provence et d’Italie. La laine est incomplètement débarrassée du suint, ce qui lui conserve une certaine souplesse et rend le tissu imperméable. Cette activité est très importante, au point de susciter la généralisation, après l’incendie de 1672, du fenestroun, petite fenêtre supplémentaire destinée à donner de la lumière sur le métier à tisser.
La production annuelle atteint en 1620 18 000 pièces, dont 10 000 sont écoulées lors de la foire de Colmars, fin septembre, une partie étant également vendue à celle de Villars-Colmars. Colmars reste le principal centre producteur jusqu’à la Révolution, Allos lui fournissant de la laine filée, l’essentiel du tissage se faisant à Colmars, les métiers étant installés à domicile. La production ne suit pas les réglementations de qualité ce qui lui ferme le marché provençal au XVIIIe siècle ; elle réussit tout de même à s’écouler auprès d’une clientèle recherchant avant tout la toile peu onéreuse et inusable, notamment en Italie du Nord. Cette production se maintient jusqu’au premier tiers du XVIIIe siècle au moins, mais s’effondre pour tomber, pour l’ensemble de la viguerie de Colmars, à 2000 pièces peu avant la Révolution. La fermeture du débouché piémontais (application de droits de douane de 100 % en 1760) finit de fermer tout débouché extérieur légal à la production du Haut-Verdon, la contrebande ne compensant pas.

### La révolution industrielle
La révolution industrielle dans le secteur n’utilise pas la machine à vapeur. Les principales caractéristiques s’y retrouvent cependant : mécanisation du travail, concentration industrielle et capitalistique, Les premières filatures et fabriques de tissage apparaissent dans les années 1800 et 1810, préparant ainsi un nouvel essor de la production au XIXe siècle.
La première fabrique intégrée est construite par André Honnorat à Saint-André en 1819.
Cet exemple est rapidement suivi, la vallée du Verdon et les vallées adjacentes ayant toutes une abondante matière première disponible. C'est ainsi que des fabriques ouvrent, toutes sur le même modèle, à Thorame-Haute et Basse, Beauvezer, Villars-Colmars, Castellane, Barrême, Moriez, Vergons, Annot, et même jusqu’à Saint-Martin-d'Entraunes, alors situé dans royaume de Sardaigne. En 1837, onze établissements emploient 260 ouvriers, douze fabriques en emploient 300 en 1842.
En 1843, le nombre des établissements en activité atteint 18, pour 419 ouvriers employés. Dans un département peu industrialisé, la vallée du Verdon compte ainsi 74 % des établissements de l’industrie textile des Basses-Alpes, et le tiers des établissements toutes industries confondues (mines exclues). L’essor se poursuit avec 20 fabriques et 523 ouvriers en 1858. Le déclin s’amorce dans les années 1860 : 16 fabriques en 1868 et 415 ouvriers, 17 fabriques mais 227 ouvriers en 1871, 14 fabriques et 152 ouvriers en 1879.
Cette industrie utilise l’énergie hydraulique via des roues à aubes durant tout le XIXe siècle, puis l’électricité au XXe siècle, mais elle a alors presque disparu. Les tissus fabriqués avant 1850 sont  surtout des burels et des cadis, puis la fabrication s’affine quelque peu, mais en utilisant toujours de la laine partiellement désuintée, donc encore imperméable. Dans l’ensemble, l’industrie lainière du Verdon est comparable à celle d'un centre de l’importance de Nîmes, et même supérieure au début du XIXe siècle, ce qui poussa à acheter la laine dans le Var, la production locale étant insuffisante.
Les débouchés sont d’abord uniquement provençaux (deux tiers de la production en 1843), puis s’élargissent au sud-est de la France sans franchir le Rhône jusqu’en 1858, et enfin à la fin du XIXe siècle, à l’ensemble des régions froides et montagneuses de la France, où un tissu chaud et résistant était apprécié.
Les ouvriers ne se sont jamais syndicalisés, et il n’y eut non plus jamais de grève importante signalée, les conditions de travail étant comparables à celles des autres ouvriers de la même époque. De la même façon, en cas d’accident du travail (il y eut des cas d’ouvriers amputés d’un membre), aucune indemnisation ne fut jamais versée, le patron intervenant parfois pour obtenir un emploi de fonctionnaire à l’ouvrier infirme. En 1858, un tiers des employés sont des femmes, et un tiers des enfants de moins de seize ans ; les femmes recevaient un salaire journalier compris entre le tiers et la moitié de celui d’un homme, pour des horaires de huit à dix heures (contre dix à douze pour les hommes).
À la fin du XIXe siècle, après avoir connu une baisse des effectifs employés, les fabriques ferment, d’abord en 1880 définitivement à Castellane et Thorame-Haute. En 1886, c’est la plus importante et la plus ancienne qui ferme, la fabrique Honnorat de Saint-André. En 1900, l’activité ne se maintenait que dans quatre petites fabriques, une à Saint-André, deux à Beauvezer, une à Colmars. En 1914, ne restaient que trois fabriques à Colmars et Beauvezer, employant 54 ouvriers, et seule la petite fabrique Trotabas subsiste après 1937, en se modernisant. Parmi les causes du déclin, sont citées la concurrence extérieure (industries du Nord de la France), l’exode rural, qui priva les ateliers de la main-d’œuvre saisonnière, l’érosion qui réduisit les pâturages donc la production de laine, puis la reforestation, qui eut le même effet, avant de permettre de restituer des clairières aux troupeaux. Une des faiblesses de cette industrie était aussi la gestion, familiale, qui ne suivait pas de règles comptables établies.

## Accès

### Accès routier
Le principal accès routier se fait par la Départementale 955 en remontant la vallée.
On peut aussi accéder par :
- la Départementale 2 au départ de Saint-André-les-Alpes, on traverse alors les deux Thorame avant de rejoindre le lit du Verdon et la D 908 ;
- La Départementale 908 par le col de la Colle-Saint-Michel.

Ces trois routes sont ouvertes toute l'année, mais il existe deux routes secondaires accessibles avant la neige : 
- la petite route du col des Champs qui arrive sur Colmars ;
- la route du col d'Allos qui relie la vallée de l'Ubaye.

### Accès ferroviaire
La ligne Nice - Digne des Chemins de fer de Provence dessert la vallée par la gare de Thorame-Haute. Il existe des correspondances en bus, notamment en hiver pour les stations de ski.